# Soena (Estland)
Soena is een plaats in de Estlandse gemeente Võru vald, provincie Võrumaa. De plaats heeft de status van dorp (Estisch: küla).
Tot in oktober 2017 hoorde Soena bij de gemeente Orava. In die maand werd Orava bij de gemeente Võru vald gevoegd. Daarmee verhuisde ze ook van de provincie Põlvamaa naar de provincie Võrumaa.

## Bevolking
Het dorp had 11 inwoners op 31 december 2011 en eveneens 11 inwoners op 31 december 2021.

## Ligging
De plaats ligt aan de rivier Piusa, die hier de grens vormt tussen de gemeenten Võru vald en Setomaa.

## Geschiedenis
Soena werd voor het eerst genoemd in 1684 onder de naam Soynenna Pahl, een boerderij op het landgoed van Neuhausen (Vastseliina).  In 1820 stond Soena onder de naam Soeninna bekend als dorp. Na 1841 lag het dorp op het landgoed van Waldeck (Orava). Sinds 1923 heet het Soena.
Tussen 1977 en 1997 maakte Soena deel uit van het buurdorp Tuderna.